# Kšiltovka

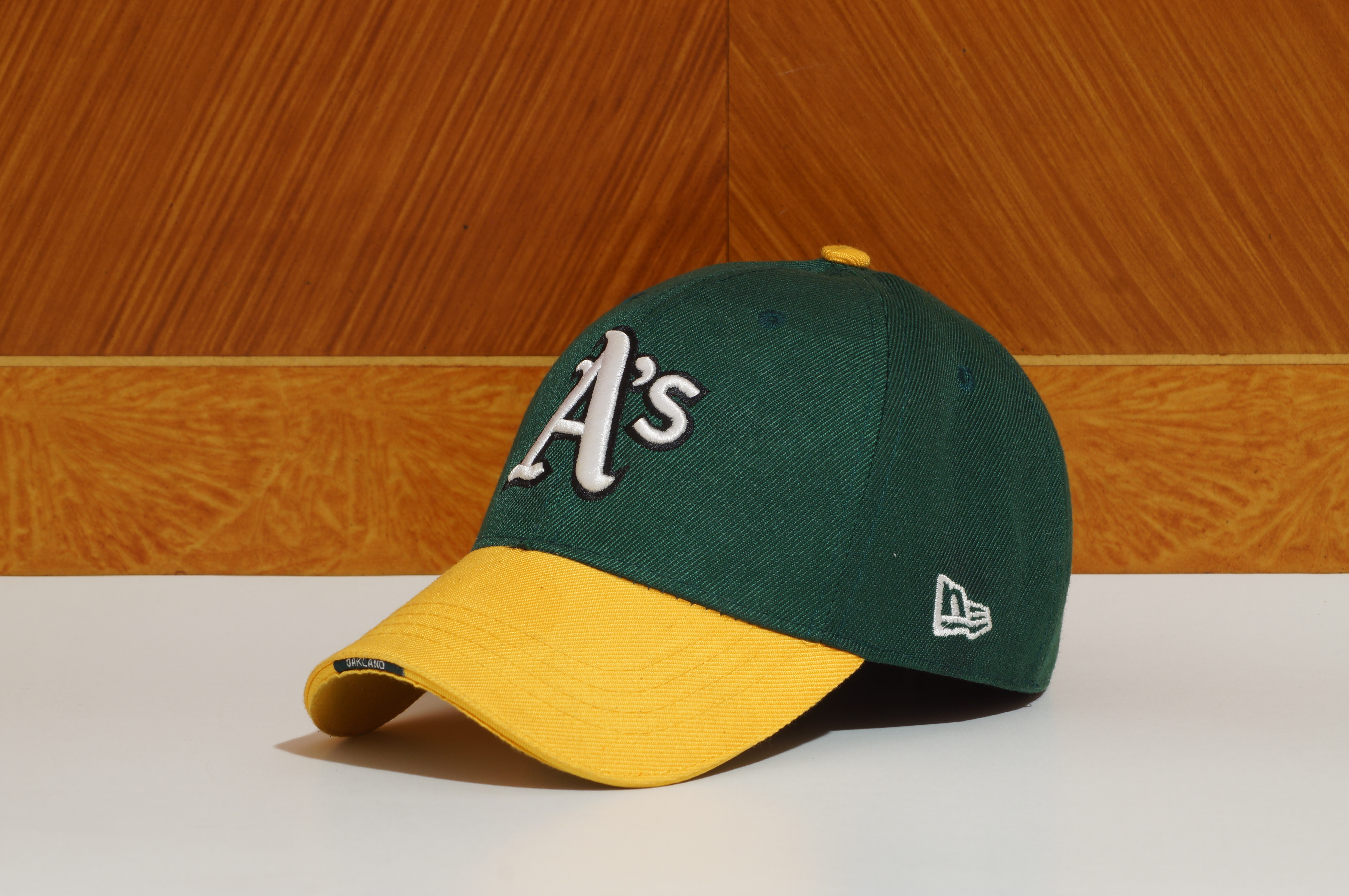
Kšiltovka

Kšiltovka (někdy též šiltovka) je hovorový název čepice se stínítkem či štítkem (hovorově „kšilt“, germanismus z německého Geschild v rakouské výslovnosti ge jako k), které zabraňuje oslnění.

## Původ a druhy kšiltovek
Dnes nejběžnější druh této čepice má původ v USA, kde je součástí baseballového dresu; proto se jí také říká baseballová čepice (anglicky baseball cap). V přední části nad kšiltem se může nacházet logo společnosti či baseballového týmu. Kšiltovky jsou častým oděvním doplňkem.
Existují různé typy kšiltovek, jako „trucker“ se síťovanou látkou v zadní části a snapback, která je v módě mezi příslušníky hiphopové subkultury.

## Výroba kšiltovek
Základem každé kšiltovky je několik částí sešitých dohromady podle typu střihu. Základním typem kšiltovek je šestipanelová kšiltovka, což sešitá ze šesti částí. Ostatní střihy jako A-Frame, Camper hat apod. vychází ze základního šestipanelového střihu.
Pro tento typ se rozdělí díly na látku pro svršek a spodek kšiltu, desku kšiltu vyrobenou převážně z papíru nebo plastu, vnější a vnitřní část horního knoflíku, pásek s velikostmi, zadní, střední a přední panely, popřípadě i potítko a krycí pásky. Role látky se rozprostřou na stříhací stůl ve stozích a vystřihnou se jednotlivých dílů. Ty pokračují na sešití. Nejprve stroj prošije štítek. Dále se sešívají panely k sobě a závěrem se k panelům přišije štítek. Doplní se ještě přišití páska pro nastavení velikosti, krycí páska a potítko. Dále se připevní horní knoflík, našijí reklamních štítky a následuje závěrečná kontrola a dočištění.